# Дванадесетте стола (телевизионен филм)
Дванадесетте стола (на руски: „12 стульев“) е руски съветски 4-сериен игрален телевизионен филм от 1976 г., режисиран от Марк Захаров по едноименния роман от 1928 г. на Иля Илф и Евгений Петров. Официално това е втората екранизация на романа в Съветския съюз (първата е на Леонид Гайдай) и шестата в света.

## Сюжет
Спокойният живот на служителя на RAC Иполит Воробянинов е нарушен не толкова от внезапната смърт на тъщата на Клавдия Ивановна, а от нейното признание, че е зашила диамантите си в седалката на един от столовете на бившия им апартамент за гости от майстор Гамбс. Иполит Матвийович решава да потърси съкровището. За съжаление, с това е зает и панотският свещеник Фьодор, който научи за тази тайна от Клавдия Ивановна по време на изповед. И не се знае как щеше да свърши всичко, ако Иполит Воробянинов
не беше срещнал младия негодник Остап Бендер, който се съгласи да помогне на бившия глава на благородството в търсенето на определен процент от стойността на диамантите.

## Създатели
- Сценарист: Марк Захаров
- Режисьор: Марк Захаров
- Оператор: Владимир Ошеров, Георги Рерберг
- Художници: П. Пророков, Борис Месерер
- Композитор: Генадий Гладков
- Текст: Ю. Kим (в надписите – „текстовете на песните на Ю. Михайлов“)

## Технични данни
- Продукция: Творческо сдружение „Екран“
- 4-епизод, телевизия, игрален филм, цв
- Съотношение на картината: 4:3 (1,33:1)
- Филмът е заснет на филма на Шосткинския химически завод „СВЕМА“
- Продължителност: 305 мин. (4 епизода)